# Alectryon reticulatus
Alectryon reticulatus är en kinesträdsväxtart som beskrevs av Ludwig Radlkofer. Alectryon reticulatus ingår i släktet Alectryon och familjen kinesträdsväxter. Inga underarter finns listade i Catalogue of Life.